# Never Mind the Hosen, Here’s Die Roten Rosen
Never Mind the Hosen, Here’s Die Roten Rosen – czwarty studyjny album niemieckiego zespołu punkrockowgo Die Toten Hosen (na tej płycie pod nazwą „Die Roten Rosen (aus Düsseldorf)” („Czerwone Róże”), wydany w 1987 roku. Nazwa jest parodią tytułu płyty brytyjskiego zespołu punkrockowego Sex Pistols – „Never Mind the Bollocks, Here’s the Sex Pistols”, do której nawiązuje zarówno tytuł jak i okładka.

## Lista utworów
Na podstawie katalogu Discogs:
1. „Itsy Bitsy Teenie Weenie Honolulu-Strand-Bikini” (cover Club Honolulu) − 1:54
2. „Alle Mädchen wollen küssen” (cover Petera Krausa) − 1:26
3. „Im Wagen vor mir” (cover Henry Valentino) − 3:28
4. „Für Gaby tu' ich alles” (cover Gerd Böttcher) − 2:29
5. „Wir” ((cover Freddy Quinn) − 3:36
6. „Und sowas nennst du Liebe” (cover Chris Andrews) − 2:27
7. „Kein Gnadenbrot” (Kunze, Igelhoff, Fink) − 3:40
8. „Halbstark” (cover Jankees) − 2:26
9. „Die Sauerkrautpolka” (cover Gus Backus) − 1:50
10. „Wenn du mal allein bist” (cover Manfred Schnelldorfer) − 2:29
11. „Zwei Mädchen aus Germany” (Paul Anka cover) – 2:14
12. „Mein Hobby sind die Girls” (The Germans cover) − 2:53
13. „Medley” − 4:14
  - „Cinderella Baby” (Drafi Deutscher cover)
  - „Ich kauf mir lieber einen Tirolerhut” (Billy Mo cover)
  - „Der Fahrstuhl nach oben ist besetzt” (Hazy Osterwald Sextett cover)
  - „Schöne Maid” (Tony Marshall cover)
  - „Mama”  (Heintje cover)
  - „Adelheit” (Billy Mo cover)
  - „Da sprach der alte Häuptling der Indianer” (Gus Backus cover)
  - „Schön ist es auf der Welt zu sein” (Anita/Roy Black cover)

## Lista utworów dodatkowych na reedycji z 2007 roku
1. „Motorbiene” (Peter Kraus cover) – 1:59
2. „Wärst du doch in Düsseldorf geblieben” (Dorthe cover) – 2:22
3. „Schade um die Rosen” (Niessen/Niessen) – 2:22
4. „Ich steh an der Bar und habe kein Geld” (Bobbejaan cover) – 2:05
5. „Popokatepetl-Twist” (Nevermind demo; Caterina Valente & Silvio Francesco cover) – 1:41
6. „1000 Taler” (Frege, Hanns Christian Müller/Müller, Frege (as Andi Frege & die Flinger Domspatzen)) – 1:40
7. „Baby, du sollst nicht weinen” (Frege, Müller/Müller, Frege) – 3:28 (as Andi Frege & die Flinger Domspatzen)
8. „Itsy Bitsy Teenie Weenie Yellow-Polkadot-Bikini” (Paul Vance, Lee Pockriss) – 2:08

## Single
- 1987 „Itsy Bitsy Teenie Weenie Honolulu-Strand-Bikini”
- 1987 „Im Wagen vor mir”
- 1987 „Alle Mädchen wollen küssen”

## Skład zespołu
- Campino – wokal
- Andreas von Holst – gitara
- Michael Breitkopf – gitara
- Andreas Meurer – gitara basowa
- Wolfgang Rohde – perkusja